# Ikwa (wieś)
Ikwa (ukr. Іква) – wieś w rejonie krzemienieckim obwodu tarnopolskiego, na terytorium wełykobereżećkiej silskiej rady, położona nad rzeką Ikwą; założona w 1986 r.
We Ikwie funkcjonują przedszkole, szkoła podstawowa, biblioteka, punkt felczersko-akuszerski, parafia prawosławna przy cerkwi św. Piotra i Pawła (1997). Do wsi przylega dość duży bór sosnowy z pomnikiem przyrody – 90-letnią sosną. 